# Sognolles-en-Montois
Sognolles-en-Montois är en kommun i departementet Seine-et-Marne i regionen Île-de-France i norra Frankrike. Kommunen ligger i kantonen Donnemarie-Dontilly som tillhör arrondissementet Provins. År 2022 hade Sognolles-en-Montois 365 invånare.

## Befolkningsutveckling
Antalet invånare i kommunen Sognolles-en-Montois
| Referens: INSEE |